# Bristol (motorfiets)
Bristol en Bristolette zijn Belgische historische merken van fietsen, bromfietsen en motorfietsen.
Deze zeer weinig bekende bromfietsen uit de jaren vijftig zijn het werk van de gebroeders Huysmans op Markt 9 te Mol. Gemotoriseerde fietsen met een 60cc-ILO-blokje droegen de naam "Bristol", de andere bromfietsen waarschijnlijk de naam "Bristolette". Het was een op en top Vlaams product en de naam "Bristol" heeft dus niets met de oorsprong te maken. De gebroeders Huysmans maakten ook fietsen, motorfietsen en naaimachines.